# Lawarde-Mauger-l'Hortoy
Lawarde-Mauger-l'Hortoy est une commune française située dans le département de la Somme, en région Hauts-de-France.

## Géographie

### Localisation
Lawarde-Mauger-l'Hortoy est un village picard de l'Amiénois, à la limite de la Somme avec l'Oise.
Limitrophe d'Ailly-sur-Noye, la localité est située à 8 km au nord de Breteuil, 10 km au sud-est de Conty, 21 km au sud d'Amiens et à 33 km au nord-est de Beauvais à vol d'oiseau.
Le territoire de la commune est limitrophe de ceux de six communes.
Les communes limitrophes sont Bonneuil-les-Eaux, Ailly-sur-Noye, Chaussoy-Epagny, Flers-sur-Noye, Fransures et Hallivillers.

### Géologie et relief
Le grès et le calcaire abondent en surface. Les parties hautes du territoire sont formées des couches argileuses du limon des plateaux, mélangé de silex. Au-dessous, on trouve une craie blanche ou marneuse. Le relief est inégal et très accidenté. Le plateau est coupé par des vallées sèches qui se dirigent vers Berny et La Faloise pour aboutir à la Noye. Le territoire ne dispose d'aucun cours d'eau. La Noye passe à 4 km.
En 1899, les deux puits du village sont profonds l'un de 32 m et l'autre de 93 m. Ils sont alimentés par de faibles sources souterraines dites « pleureuses ». Beaucoup de particuliers recueillaient alors l'eau de pluie dans des citernes pour leur consommation.

### Hydrographie
La commune est située dans le bassin Artois-Picardie. Elle n'est drainée par aucun cours d'eau.

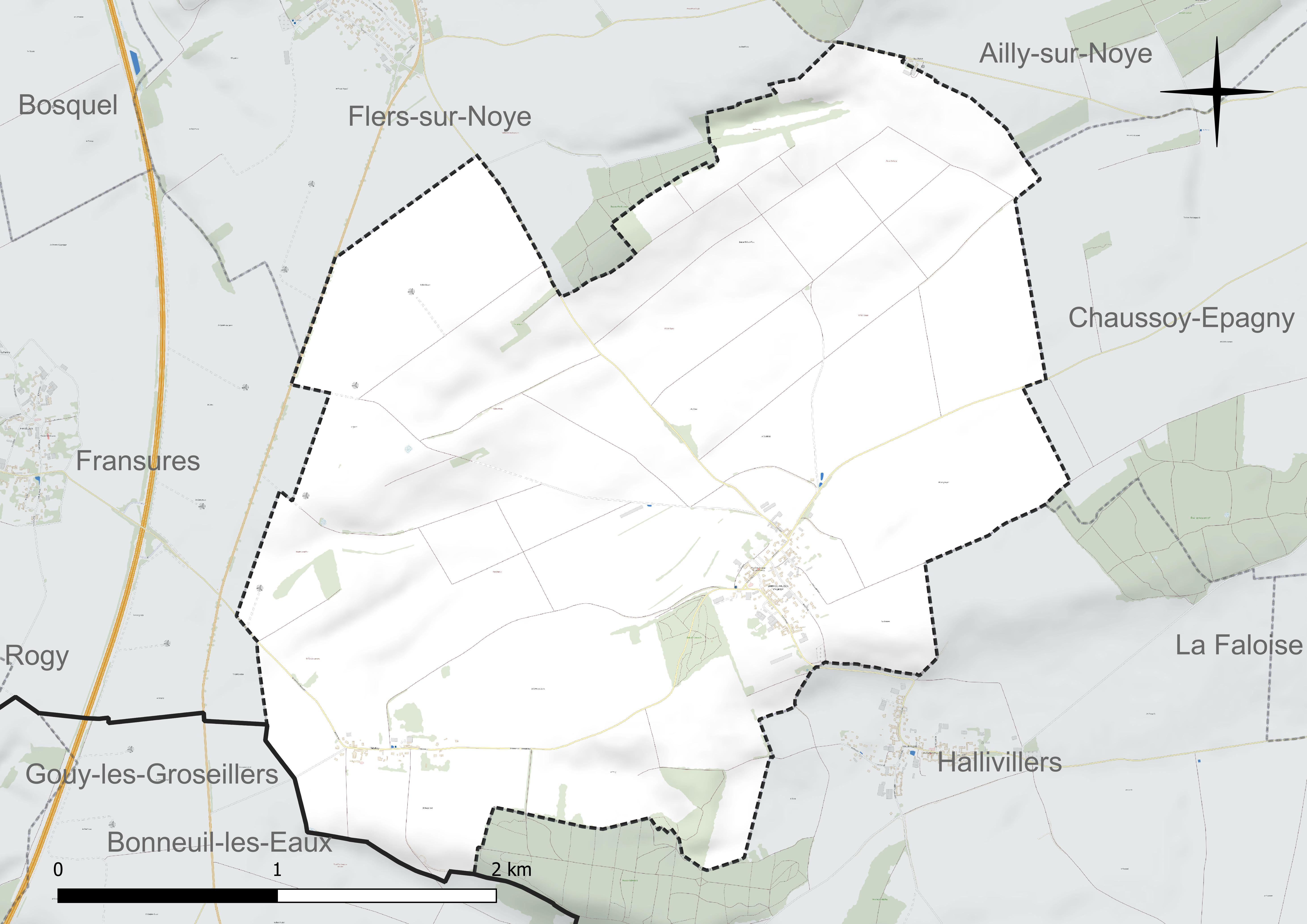
Réseau hydrographique de Lawarde-Mauger-l'Hortoy.

### Climat
Pour des articles plus généraux, voir Climat des Hauts-de-France et Climat de la Somme.
En 2010, le climat de la commune est de type climat océanique dégradé des plaines du Centre et du Nord, selon une étude du CNRS s'appuyant sur une série de données couvrant la période 1971-2000. En 2020, Météo-France publie une typologie des climats de la France métropolitaine dans laquelle la commune est exposée à un climat océanique et est dans la région climatique Nord-est du bassin Parisien, caractérisée par un ensoleillement médiocre, une pluviométrie moyenne régulièrement répartie au cours de l'année et un hiver froid (3 °C).
Pour la période 1971-2000, la température annuelle moyenne est de 10,1 °C, avec une amplitude thermique annuelle de 14,5 °C. Le cumul annuel moyen de précipitations est de 731 mm, avec 12 jours de précipitations en janvier et 8,4 jours en juillet. Pour la période 1991-2020, la température moyenne annuelle observée sur la station météorologique la plus proche, située sur la commune de Rouvroy-les-Merles à 9 km à vol d'oiseau, est de 10,7 °C et le cumul annuel moyen de précipitations est de 647,9 mm,. Pour l'avenir, les paramètres climatiques de la commune estimés pour 2050 selon différents scénarios d'émission de gaz à effet de serre sont consultables sur un site dédié publié par Météo-France en novembre 2022.

## Urbanisme

### Typologie
Au 1er janvier 2024, Lawarde-Mauger-l'Hortoy est catégorisée commune rurale à habitat dispersé, selon la nouvelle grille communale de densité à sept niveaux définie par l'Insee en 2022.
Elle est située hors unité urbaine. Par ailleurs la commune fait partie de l'aire d'attraction d'Amiens, dont elle est une commune de la couronne,. Cette aire, qui regroupe 369 communes, est catégorisée dans les aires de 200 000 à moins de 700 000 habitants,.

### Occupation des sols
L'occupation des sols de la commune, telle qu'elle ressort de la base de données européenne d'occupation biophysique des sols Corine Land Cover (CLC), est marquée par l'importance des territoires agricoles (94,8 % en 2018), une proportion identique à celle de 1990 (94,8 %). La répartition détaillée en 2018 est la suivante : 
terres arables (94,8 %), zones urbanisées (3,1 %), forêts (2,1 %). L'évolution de l'occupation des sols de la commune et de ses infrastructures peut être observée sur les différentes représentations cartographiques du territoire : la carte de Cassini (XVIIIe siècle), la carte d'état-major (1820-1866) et les cartes ou photos aériennes de l'IGN pour la période actuelle (1950 à aujourd'hui).

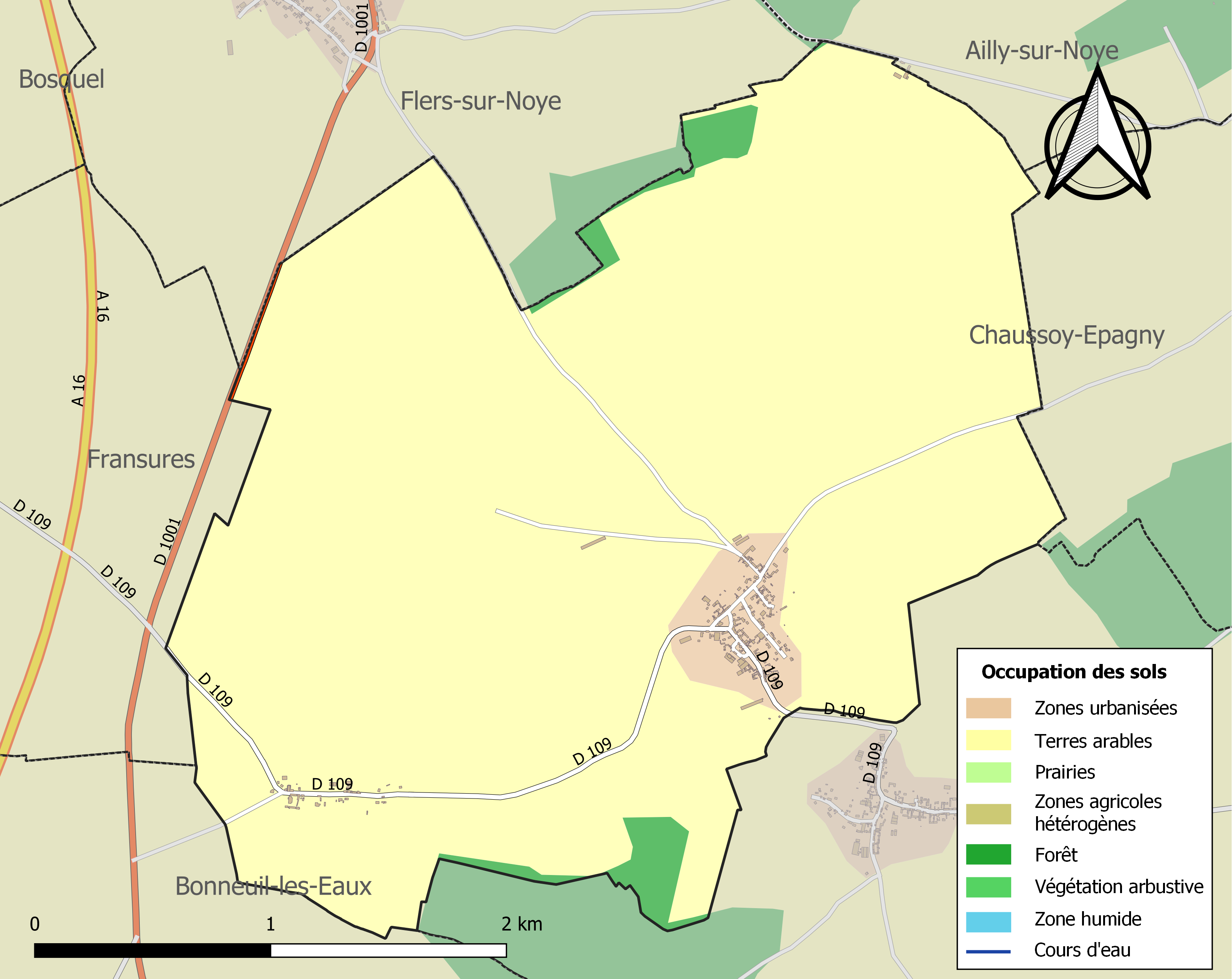
Carte des infrastructures et de l'occupation des sols de la commune en 2018 (CLC).

## Toponymie
On trouve : Guarda en 1197, Garda Malgerii, Warda, La Warde, Warde-Maugres en 1258, Custodia Margeri, La Vuarde.
La  Warde-Mauger signifierait la Garde (forteresse) Mauger.
L'Hortoy serait tiré de l'ancien français hort, issu du latin hortus « jardin ».

## Histoire
La Warde est supposé d'origine gauloise. De larges fosses, en ligne, du côté du fort rappelleraient cette origine.
En 1164, l'évêque d'Amiens concède la dîme de l'église à l'abbaye Notre-Dame de Breteuil.
La seigneurie de Lawarde nous est connue à partir du XIIe siècle. Il existait au Moyen Âge, un château fort à Lawarde. En 1899 on en voyait encore l'emplacement.
Les Jacques de La Warde, unis à ceux des environs, ont détruit le château de La Faloise et celui de Courtemanche, appartenant au comte de Clermont.
La terre dépendait de la châtellenie de Bonneuil et du comte de Clermont.
Le village renferme de nombreuses muches ou souterrains qui serviront de refuge pendant les guerres,,,.
En 1557, Firmin Le Cat, seigneur de La Warde est présent à la rédaction des coutumes d'Amiens.
Lawarde-Mauger devient chef-lieu de canton en 1790 mais ce découpage administratif sera remanié en l'an VIII.
La commune de Lawarde-Mauger, instituée lors de la Révolution française, absorbe entre 1826 et 1831 celle de L'Hortoy, puis définitivement en 1926, et devient Lawarde-Mauger-l'Hortoy.
En 1899, il existe une quinzaine de cordonniers à façon qui travaillent pour de grandes maisons d'Amiens. Un messager y conduit le travail chaque semaine. Les tisserands autrefois très nombreux ne sont plus que trois. Les métiers de charron, maréchal et menuisier sont représentés mais il n'y a plus de moulin à vent.
Seconde Guerre mondiale
Au cours de la campagne de France de 1940, des éléments du 50e régiment d'infanterie français tinrent position au bois Corne au sud-ouest de Lawarde-Mauger. Le poste de commandement du 21e régiment d'artillerie était à L'Hortoy.
Le 20 mai 1940, en fin d'après-midi, le bombardier français Lioré et Olivier LeO 451 no 106 chargé d'attaquer des colonnes motorisées progressant sur la route d'Amiens à Albert en direction d'Amiens, s'écrasa au nord-ouest du village de Lawarde, le jour même ou les habitants devaient évacuer les lieux.
Le village de Lawarde-Mauger fut presque totalement détruit pendant la guerre. La commune a été décorée de la Croix de guerre 1939-1945 avec étoile de bronze, par décret du 11 novembre 1948.

## Politique et administration

### Rattachements administratifs et électoraux
La commune se trouve dans l'arrondissement de Montdidier du département de la Somme. Pour l'élection des députés, elle fait partie depuis 2012 de la quatrième circonscription de la Somme.
Elle fait partie depuis 1793 du canton d'Ailly-sur-Noye, qui a été modifié et agrandi dans le cadre du redécoupage cantonal de 2014 en France.

### Intercommunalité
La commune était membre de la communauté de communes du Val de Noye, créée par un arrêté préfectoral du 11 mai 2001, et qui succèdait, conformément aux dispositions de la Loi Chevènement, au district du Val de Noye, créé en 1994.
Dans le cadre des dispositions de la loi portant nouvelle organisation territoriale de la République du 7 août 2015, qui prévoit que les établissements publics de coopération intercommunale (EPCI) à fiscalité propre doivent avoir un minimum de 15 000 habitants, la préfète de la Somme propose en octobre 2015 un projet de nouveau schéma départemental de coopération intercommunale (SDCI) prévoyant la réduction de 28 à 16 du nombre des intercommunalités à fiscalité propre du département.
Après des hypothèses de regroupement des communautés de communes du Grand Roye (CCGR), du canton de Montdidier (CCCM), du Santerre et d'Avre, Luce et Moreuil, la préfète dévoile en octobre 2015 son projet qui prévoit la « des communautés de communes d'Avre Luce Moreuil et du Val de Noye », le nouvel ensemble de 22 440 habitants regroupant 49 communes,. À la suite de l'avis favorable des intercommunalités et de la commission départementale de coopération intercommunale en janvier 2016 puis des conseils municipaux et communautaires concernés, la fusion est établie par un arrêté préfectoral du 22 décembre 2016, qui prend effet le 1er janvier 2017.
La commune est donc désormais membre de la communauté de communes Avre Luce Noye (CCALN).

### Liste des maires
| Période                                  | Période                      | Identité           | Étiquette | Qualité            |
| ---------------------------------------- | ---------------------------- | ------------------ | --------- | ------------------ |
| Les données manquantes sont à compléter. |                              |                    |           |                    |
| mars 2001                                | janvier 2013                 | Alain Baillin      |           | Décédé en fonction |
| mars 2013                                | avril 2014                   | Charles Guénard    |           |                    |
| avril 2014                               | 2020                         | Thérèse Flamant    |           |                    |
| 2020                                     | En cours (au 8 octobre 2020) | Gautier Tourniquet |           |                    |

### Politique de développement durable
Le parc éolien du Quint, situé sur les communes de Fransures, Flers-sur-Noye  et Lawarde-Mauger-l‘Hortoy, a été inauguré en juin 2017. Ses 9 éoliennes, dont 4 édifiées sur la commune, ont une hauteur de 150 mètres et une puissance unitaire de 2 mégawatts. Elles sont exploitées par la société belge Elicio.

## Population et société

### Démographie
L'évolution du nombre d'habitants est connue à travers les recensements de la population effectués dans la commune depuis 1793. Pour les communes de moins de 10 000 habitants, une enquête de recensement portant sur toute la population est réalisée tous les cinq ans, les populations de référence des années intermédiaires étant quant à elles estimées par interpolation ou extrapolation. Pour la commune, le premier recensement exhaustif entrant dans le cadre du nouveau dispositif a été réalisé en 2004.

En 2022, la commune comptait 154 habitants, en évolution de −13,48 % par rapport à 2016 (Somme : −1,26 %, France hors Mayotte : +2,11 %).
| 1793 | 1800 | 1806 | 1821 | 1831 | 1836 | 1841 | 1846 | 1851 |
| ---- | ---- | ---- | ---- | ---- | ---- | ---- | ---- | ---- |
| 371  | 417  | 412  | 380  | 422  | 428  | 420  | 423  | 398  |

| 1856 | 1861 | 1866 | 1872 | 1876 | 1881 | 1886 | 1891 | 1896 |
| ---- | ---- | ---- | ---- | ---- | ---- | ---- | ---- | ---- |
| 393  | 365  | 375  | 358  | 332  | 306  | 293  | 268  | 257  |

| 1901 | 1906 | 1911 | 1921 | 1926 | 1931 | 1936 | 1946 | 1954 |
| ---- | ---- | ---- | ---- | ---- | ---- | ---- | ---- | ---- |
| 248  | 233  | 237  | 238  | 186  | 212  | 197  | 163  | 169  |

| 1962 | 1968 | 1975 | 1982 | 1990 | 1999 | 2004 | 2006 | 2009 |
| ---- | ---- | ---- | ---- | ---- | ---- | ---- | ---- | ---- |
| 148  | 160  | 146  | 141  | 128  | 132  | 142  | 152  | 181  |

| 2014 | 2019 | 2022 | - | - | - | - | - | - |
| ---- | ---- | ---- | - | - | - | - | - | - |
| 181  | 162  | 154  | - | - | - | - | - | - |

### Enseignement
Le village n'a plus d'école.

## Culture locale et patrimoine

### Lieux et monuments
- Église Saint-Michel[40]. En 1899, l'église renferme un lutrin du XVe siècle et un retable en chêne doré du XVIe siècle, classé aux monuments historiques[5].
Reconstruite après la Seconde Guerre mondiale[41], elle contient notamment le retable du XVIe siècle de l'ancienne église[42],[43], une Vierge à l'enfant couronnée en bois doré du XIXe siècle[44] et une statue en bois peint de saint Michel terrassant le dragon du XVIIIe siècle[45].

- Chapelle Saint-Thibault (ancienne église paroissiale de l'Hortoy). Autrefois dotée d'un campenard, la cloche baptisée Jehanne aurait été fondue en 1548 et porte les armoiries du seigneur de Rogy[46],[47]. Elle contient un ensemble d'objets d'art sacré ancien, dont : une statue du saint patron, en bois taillé peint polychrome du XVIe siècle[48], une statue en bois peint polychrome de la Vierge, du XVIe siècle[49], des bancs-bannière de saint Thibault[50] et un christ en croix en bois peint du XVIIIe siècle[51].
- Muche, au lieu-dit Le Fort, surmontée d'une enceinte. La muche serait composée de deux galeries. A. Blanchet a émis l'hypothèse qu'il existait une motte féodale de type ancien qui était sans doute surmontée d'un château en bois[52].

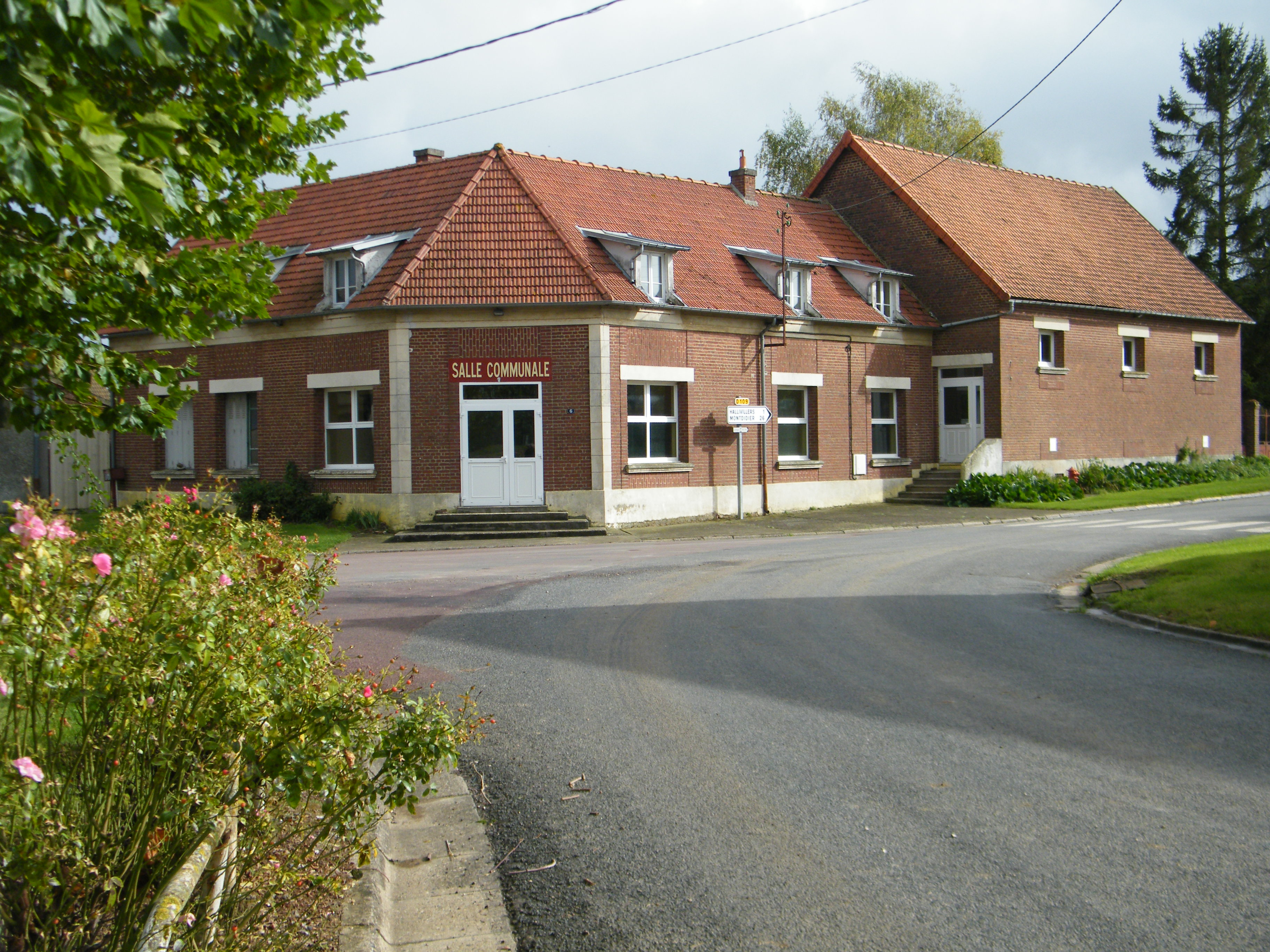
La salle communale.
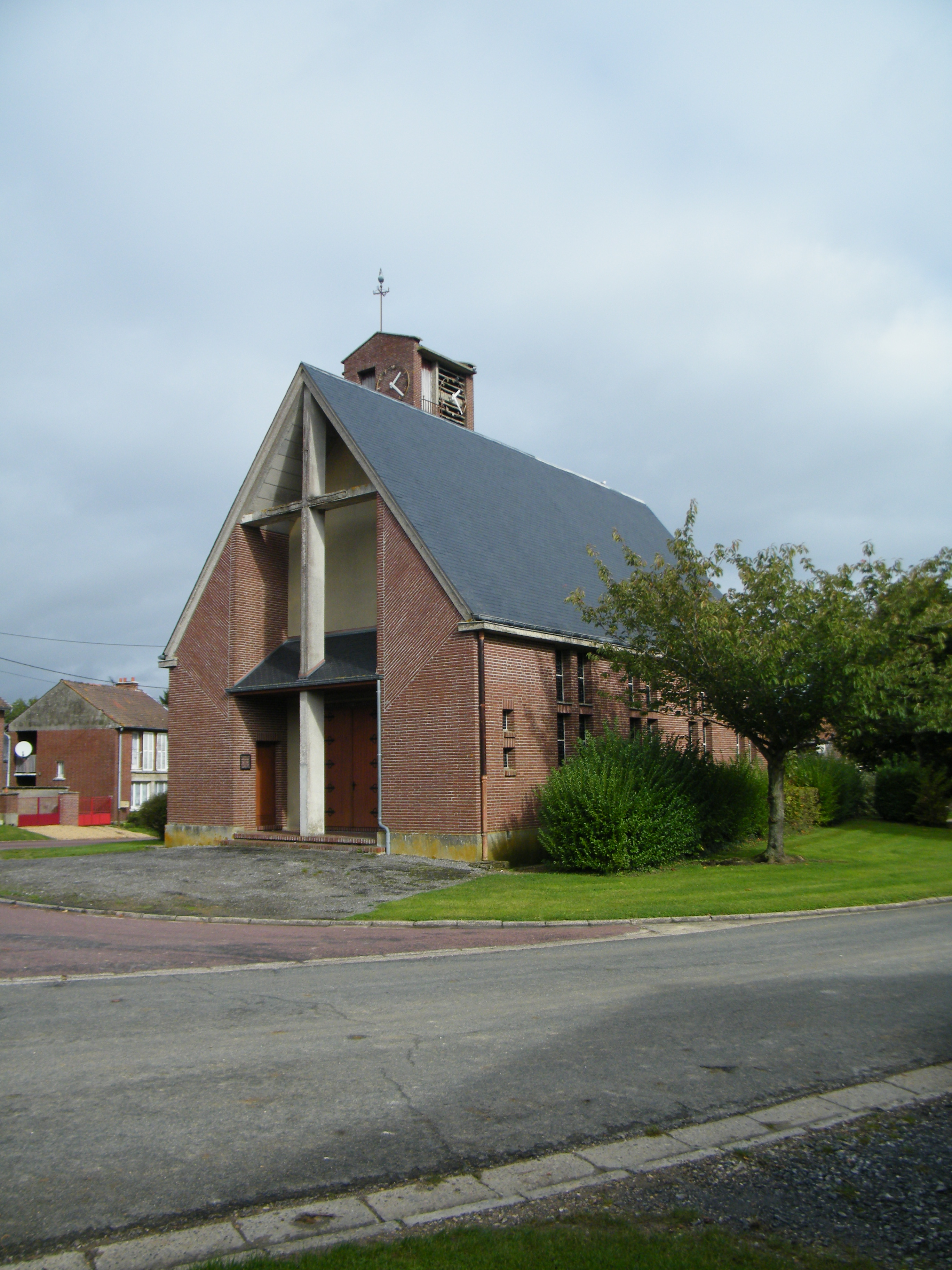
L'église Saint-Michel.
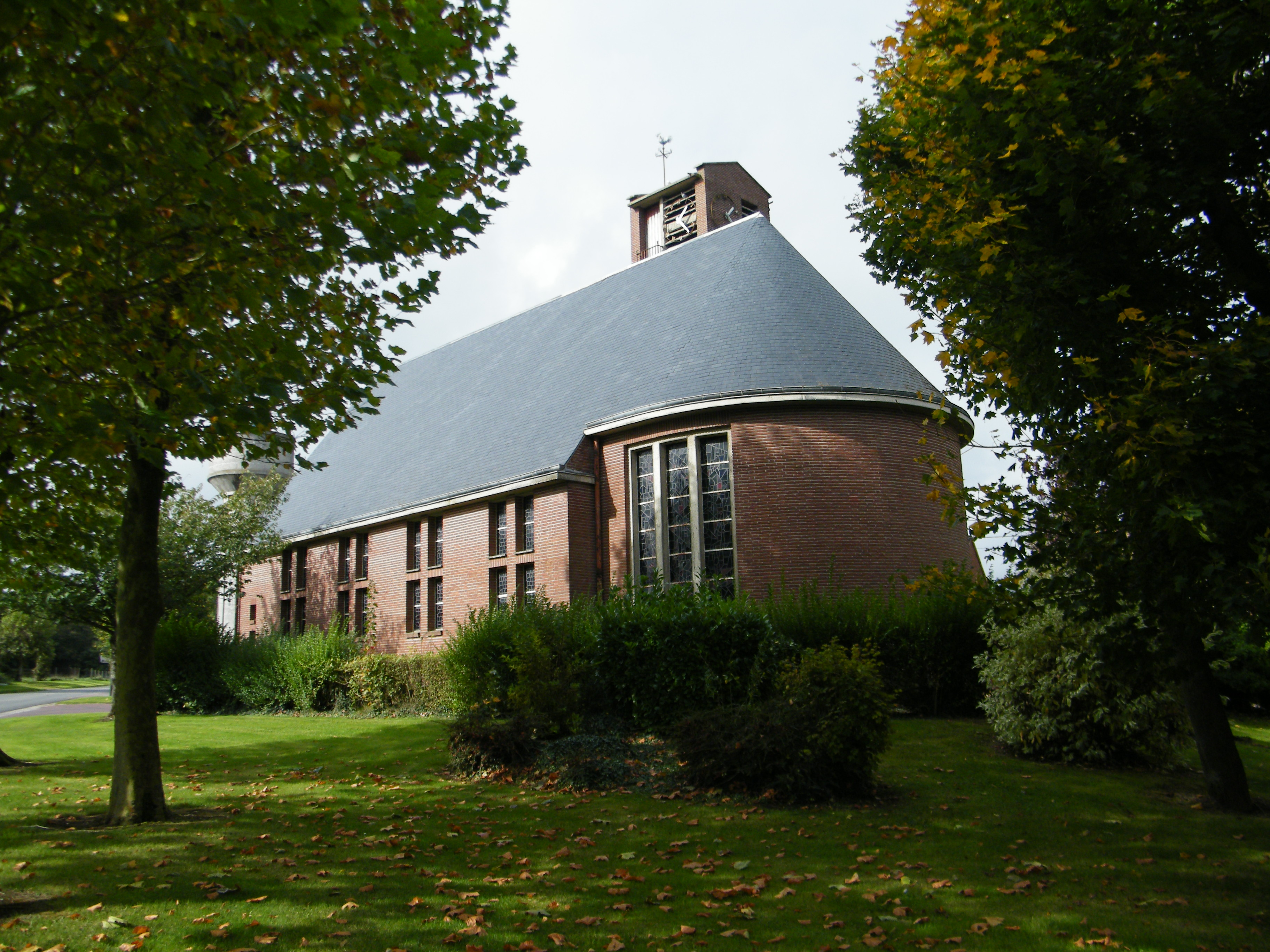
Chevet de l'église Saint-Michel.
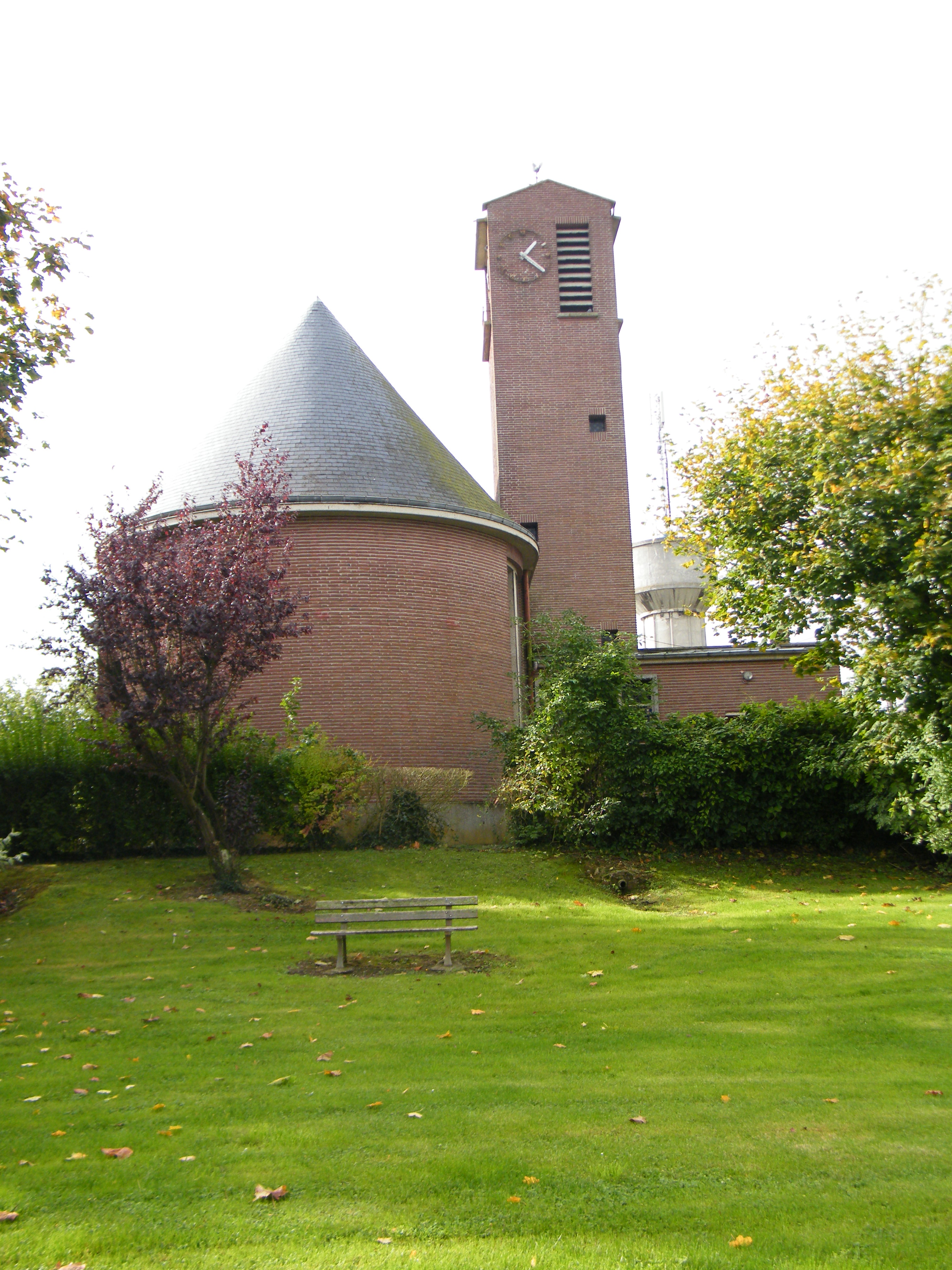
Clocher de l'église.
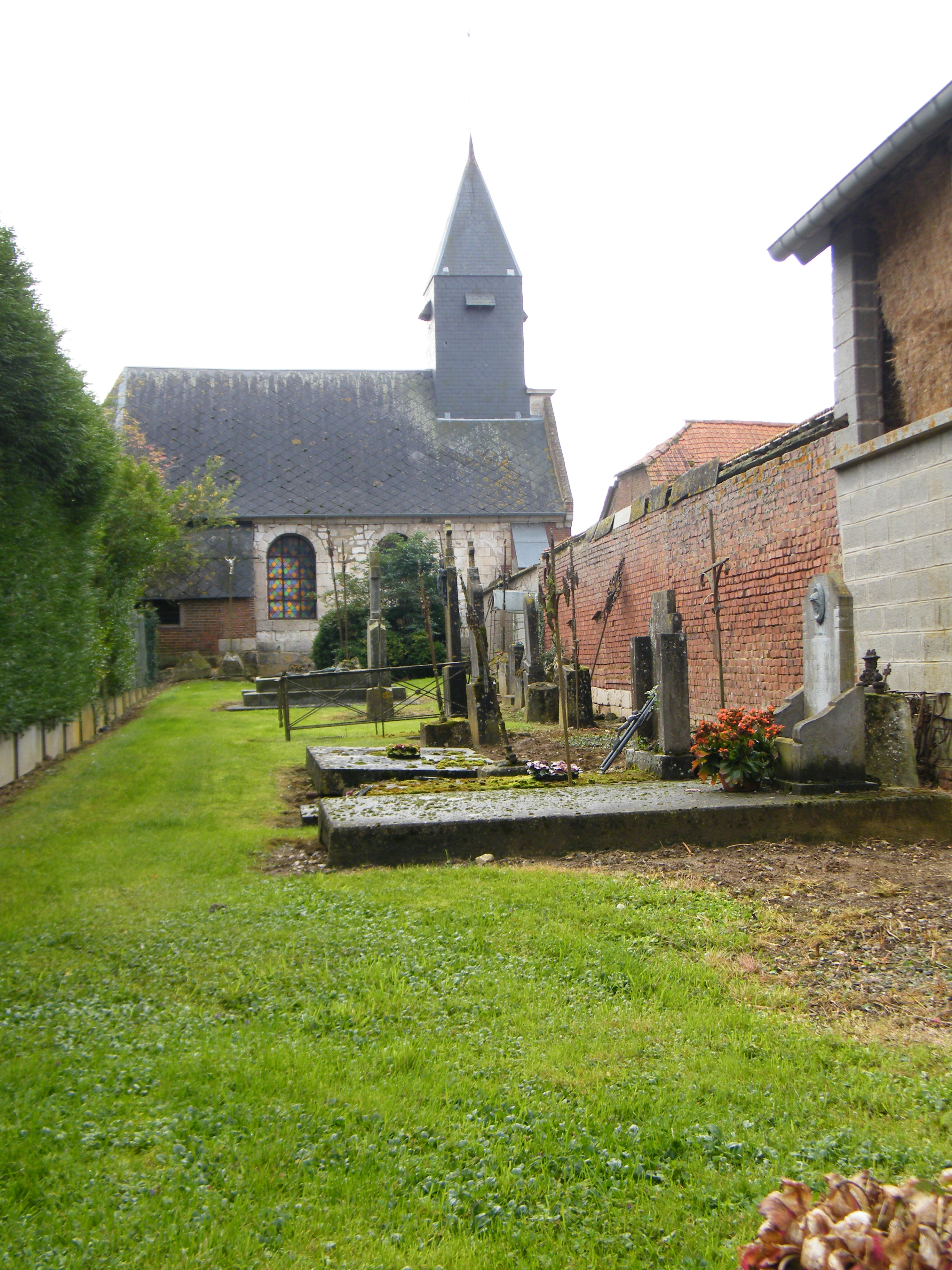
L'église Saint-Thibault à l'Hortoy.

### Personnalités liées à la commune
- Jean-Claude Leclabart (né en 1954), homme politique français. Maire de La Faloise de 1997 à 2017 et député de la Somme depuis 2017, né à Lawarde-Mauger-l'Hortoy.